# Aljava
Aljava (Duits: Aljawa) is een plaats in de Estlandse gemeente Muhu, provincie Saaremaa. De plaats heeft de status van dorp (Estisch: küla).

## Bevolking
Het dorp had 7 inwoners op 31 december 2011 en 14 inwoners op 31 december 2021.

## Ligging
De plaats ligt aan de zuidwestkust van het eiland Muhu. Bij Aljava ligt het meer Aljava abajas (17,8 ha). Ten zuidwesten van de plaats ligt een offersteen, de Aljava ohvrikivi. De steen is 85 cm hoog, 2,5 m breed en 2,3 m lang.

## Geschiedenis
Aljava werd In 1645 voor het eerst genoemd onder de naam Hallichavo, een nederzetting op het landgoed Mohn-Großenhof (Suuremõisa). In 1798 heette ze Hajewa.
Tussen 1977 en 1997 maakte het buurdorp Nurme deel uit van Aljava.